# Казанський приказ
Казанський приказ (наказ), Приказ Казанського дворца (палацу) — один з центральних державних органів управління в Московському царстві, в середині XVI — початку XVIII сторіч.
Утворений в 1550—1560-ті роки після завоювання Казанського й Астраханського ханств, для управління переважно новими територіями на південному сході Московського царства.

## Історія
Казанський приказ утворено у 1550—1560-ті роки. Здійснював адміністративно-судове й фінансове управління землями:
- Мещерою й Нижньогородським повітом (до 1587 року),
- Казанню з Середнім й Нижнім Надволжям і Башкирією (з часу приєднання й до початку XVIII сторіччя),
- містами колишнього Астраханського ханства (в XVII столітті були у віданні Посольського приказу),
- Уралу й Сибіру (з 1599 по 1637 рік).

З моменту утворення Сибірського приказу до 1663 року колегії Казанського й Сибірського приказів очолювала одна особа. В кінці XVI — початку XVII сторіччя той же чиновник відав деякими районами Півночі Європейської частини Московського царства.

Приказ Казанського палацу контролював місцеву адміністрацію, керував складанням ясачних окладних книг й збором натурального ясака з неросійського населення (який, як правило, доставлявся до Москви, на відміну від грошових доходів, що витрачалися на місцях).
«... адміралтейцу Федору Матвійовичу Апраксіну з товаришами ... Великий государ вказав нотної науки учнів двадцять дев'ять чоловіків, які відомі були у приказі казанського палацу, відіслати у адміралтейський наказ для навчання на гобоях ...»

Приказ Воинского морского флота, д. № 50, 1 ч., л. 366; 1703 — 1705 годов, Главный военно-морской архив.
Казанський приказ ліквідовано через утворенням у 1708 році Казанської губернії.

## Адміністративна структура

### Список керівників
- 1570—1587 А. Я. Щелканов
- 1606—1610 Андрій Іванов
- 1617—1619 О. Ю. Сицький
- 1619—???? Д. М. Черкаський
- 1635—1643 Б. М. Ликов
- 1643—1645 М. І. Одоєвський
- 1646—1662 О. М. Трубецькой
- 1670—1671 Я. М. Одоєвський
- 1681—1683 Я. М. Одоєвський
- 1683—1708 Б. О. Голіцин